# Олсуфьев, Николай Дмитриевич
Николай Дмитриевич Олсуфьев 3-й (1779—1817) — русский генерал-майор эпохи наполеоновских войн, брат генерал-лейтенанта Захара Олсуфьева.

## Биография
Происходил из дворян Московской губернии Олсуфьевых, внук обер-гофмейстера М. Д. Олсуфьева. В 6-летнем возрасте был записан на службу в лейб-гвардии Измайловский полк. Военное обучение проходил в Сухопутном шляхетском кадетском корпусе; 5 декабря 1794 года, получив звание подпоручика, начал действительную службу в Измайловском полку.
В мае 1800 года великий князь Константин Павлович назначил его своим адъютантом, после чего Олсуфьев был переведён на службу в лейб-гвардии Конный полк.

В 1805 году, имея к тому времени уже звание полковника и сопровождая великого князя, участвовал в битве под Аустерлицем, во время которой сумел захватить знамя 4-го французского линейного полка. За этот успех ему была пожалована золотая шпага с надписью «за храбрость» и орден Св. Владимира 4-й степени с бантом. В кампании 1807 года также участвовал во многих сражениях, проявив храбрость в битвах под Гейльсбергом и Фридландом, за которую 20 мая 1808 года получил орден Св.Георгия 4-го класса № 848 
В воздаяние отличного мужества и храбрости, оказанных в сражениях против французских войск 28 и 29 мая при Гейльсберге и 2 июня при Фридланде, где, находясь при главнокомандующем генерале от кавалерии бароне Бенигсене, все деланные на него возложения, не взирая на жесточайший неприятельский огонь, исполнял с особенною точностию и мужеством.
 После битвы под Фридландом был повышен в звании до полковника; после возвращения в Россию продолжил службу адъютантом при Константине Павловиче.
В 1812 году, возглавляя запасной эскадрон лейб-гвардии Конного полка в Сводном гвардейском кавалерийском полку, входившем в состав 1-го пехотного корпуса, участвовал в нескольких сражениях с французами, в том числе под Клястицами, Полоцком и Чашниками; 6 декабря 1812 года получил звание генерал-майора.
В период кампании 1813 года участвовал в большинстве крупных сражений в Европе, в том числе: под Люценом, Бауценом, Дрезденом, Кульмом, в битве народов под Лейпцигом; а в 1814 году — под Бриенном, Ла-Ротьером, Фер-Шампенуазом, во взятии Парижа. За эту кампанию Олсуфьев получил алмазные знаки ордена Св. Анны 1-й степени и орден Красного орла 2-го класса. После заключения мира с Францией вернулся в Россию и продолжил свою службу адъютантом великого князя, однако в 1815 году вновь принял участие в походе русских войск во Францию, по возвращении из которого находился при Константине Павловиче в Варшаве. Скончался в этом же городе 25 июля (6 августа) 1817 года; незадолго до смерти удостоился ордена Св. Владимира 2-й степени. Также он был награждён рядом иностранных орденов. 
Был погребён в Стрельне на кладбище придворной Спасо-Преображенской церкви.